# Glucosamine
Glucosamine is een natuurlijk voorkomend aminosuiker. Het is een glucosemolecuul waarvan de hydroxylgroep op de 2-positie door een aminogroep is vervangen. Het is de belangrijkste bouwsteen voor de biosynthese van macromoleculen als glycosaminoglycanen, bijvoorbeeld hyaluronan, glycolipiden en glycoproteïnen. Deze biopolymeren komen bij de mens in vrijwel alle lichaamsweefsels voor, maar de hoogste concentraties worden aangetroffen in kraakbeen, daarbij in de kraakbeenmatrix en synoviale of gewrichtsvloeistof, pezen en ligamenten.
Glucosamine wordt soms ingezet als behandelmethode bij artrose, maar harde bewijzen voor de werking ervan ontbreken.

## Geschiedenis
Glucosamine werd in 1876 voor het eerst door Georg Ledderhose geïsoleerd na hydrolyse van chitine met geconcentreerd zoutzuur. De ruimtelijke opbouw van glucosamine werd in 1939 door Walter Haworth beschreven.
Er wordt sinds 1969 onderzoek gedaan naar glucosamine, vooral naar glucosaminesulfaat, als geneesmiddel bij artrose. Vrijwel al het onderzoek naar de effectiviteit van glucosamine in de jaren 80 en 90 van de twintigste eeuw is met tabletten van het bedrijf Rottapharm uit Milaan uitgevoerd. Dat heeft patent op een methode om glucosamine uit het exoskelet van kreeftachtigen of schaaldieren te extraheren.
Aan het eind van de jaren 90 van de twintigste eeuw nam de verkoop van glucosamine spectaculair toe, gestimuleerd door een aantal populairwetenschappelijke boeken, waaronder The Arthritis Cure door Jason Theodasakis.

## Naamgeving en vormen
Er zijn een alfa- en een bètavorm van glucosamine, daarvan komt de bètavorm het meeste in de natuur voor. Hun wetenschappelijke naam is 2-amino-2-deoxy-alfa- en -bèta-D-glucopyranose. Glucosamine is een derivaat van glucose, waar het alleen van verschilt door substitutie van de hydroxyl- OH-groep, aan het tweede koolstofatoom, door een amino- NH2-groep. Deze aminogroep is positief geladen bij fysiologische pH. Het anion in het zout kan variëren:
- D-Glucosaminesulfaat: Deze verbinding is in contact met water of lucht tamelijk onstabiel en kan met natriumchloride of kaliumchloride worden gestabiliseerd. Deze stabilisatoren kunnen in preparaten tot een derde van het gewicht uitmaken.
- D-Glucosaminehydrochloride glucosamine-HCl, soms ook foutief met 'glucosaminechloride' aangeduid: Deze verbinding is stabieler en beter houdbaar dan glucosaminesulfaat en levert procentueel meer glucosamine per gram grondstof. Een aantal grote interventiestudies uit het eerste decennium van de 21e eeuw is met glucosaminehydrochloride uitgevoerd, maar er is geen aanwijzing gevonden dat deze glucosamine werkzaam is.
- N-acetyl-D-glucosamine GlcNAc: Deze aan de stikstofgroep geacetyleerde vorm van glucosamine is de vorm waarin glucosamine in diverse biologische macromoleculen, zoals in kraakbeen en gewrichtsvloeistof, wordt ingebouwd.
- D-Glucosamine hydrojodide: Deze vorm wordt eigenlijk alleen in preparaten gebruikt, die door inenting worden toegediend.

De hydrochloride- en de sulfaatglucosamine worden het meest toegepast. Een belangrijke vorm, waarin glucosamine in het lichaam actief is, is glucosamine-6-fosfaat.

## Biochemie en functies
Glucosamine is de biochemische precursor van alle stikstof-bevattende suikers. Het is de belangrijkste bouwsteen voor de biosynthese van de macromoleculen in kraakbeen en de gewrichtsvloeistof, zoals glycosaminoglycanen, proteoglycanen, hyaluronan, glycolipiden en glycoproteïnen. Niettemin wordt glucosamine niet zelf in deze macromoleculen ingebouwd. Glucosamine wordt eerst in UDP-N-acetylglucosamine omgezet en daarna in UDP-N-acetylgalactosamine. Beide laatste verbindingen kunnen wel rechtstreeks in de genoemde macromoleculen worden ingebouwd.
- Proteoglycanen: Glucosamine is het primaire substraat voor proteoglycanen, dat zijn glycosaminoglycanen gebonden aan een kerneiwit.[6][7][8] De combinatie van water en proteoglycanen vormt een gel, die veel ruimte vult en voor stevigheid, demping, de aanvoer van voedingsstoffen en de afvoer van afvalstoffen zorgt. Kraakbeen is niet doorbloed.
  - Chondroïtinesulfaat: Omgezet in N-acetylgalactosamine maakt glucosamine onderdeel uit van chondroïtinesulfaat, een onvertakte keten van afwisselend N-acetylgalactosamine en glucuronzuur.[9] Chondroïtinesulfaat is een belangrijk onderdeel van bindweefsels, vooral in bloedvaten, bot en kraakbeen.
- Peptidoglycaan: N-acetylglucosamine maakt ook onderdeel uit van peptidoglycaan, een belangrijke component van de celwand van bacteriën en stimuleert de synthese ervan.[8]
- Hyaluronan: Gepolymeriseerd met glucuronzuur vormt N-acetylglucosamine hyaluronan. Deze glycosaminoglycaan is een belangrijk onderdeel van de gewrichtsvloeistof.
- Glycoproteïnen: Glycoproteïnen zijn onder meer belangrijk voor de bescherming van het slijmvlies in de darmen.
- Chitine: N-acetylglucosamine is de monomere eenheid in chitine, een bouwstof in de celwanden van schimmels en in het exoskelet van geleedpotigen.
- Glucosaminesulfaat vermindert de activiteit van katabole enzymen in kraakbeen, zoals matrixmetalloproteases en remt zo de afbraak van proteoglycanen.[8][10]
- Glucosamine gaat de ontstekingsbevorderende en weefselvernietigende effecten van interleukine-1 in kraakbeen tegen.[10][11] Specifieker glucosamine remt de kettingreactie van cytokinen die ontstaat na activatie van NF-κB[12] NF-κB[13] speelt een sleutelrol in ontstekingsreacties en (auto-)immuunreacties.
- N-acetylglucosamine maakt deel uit van het bloedgroepantigeen 'H antigen'.

### Endogene synthese
Kraakbeencellen kunnen in gezonde omstandigheden zelf voldoende glucosamine aanmaken met behulp van het enzym glucosaminesynthetase. Daarbij wordt D-glucosamine uit fructose-6-fosfaat gemaakt, waarbij de aminogroep afkomstig is van glutamine, een niet-essentieel aminozuur. Dit is de eerste stap van de hexosamine biosynthese pathway. Het eindproduct van deze stofwisselingsroute is een aan de stikstofgroep geacetyleerde vorm van glucosamine: uridinedifosfaat-N-acetylglucosamine, wat vervolgens gebruikt wordt voor de synthese van glycosaminoglycanen, zoals hyaluronzuur, proteoglycanen en glycolipiden. Bij stijgende leeftijd lijkt de activiteit van het enzym glucosaminesynthetase te verminderen, waardoor de hoeveelheid endogeen geproduceerd glucosamine afneemt.
Glucosamine wordt in vrijwel alle menselijke weefsels aangetroffen, meestal in lage concentraties, maar relatief hoge concentraties worden gevonden in de lever, nieren en vooral het kraakbeen. Het komt in de voeding nauwelijks voor. Kraakbeen is de enige goede voedingsbron, maar dit geldt alleen voor dieren die op botten kauwen.

## Absorptie en farmacokinetiek
Glucosamine is een klein molecuul, dat gemakkelijk wordt geabsorbeerd, ongeveer 90% van oraal ingenomen glucosaminehydrochloride en glucosaminesulfaat wordt intact in het maag-darmstelsel geabsorbeerd. De biologische beschikbaarheid is bij mensen waarschijnlijk hoger dan 20%.De biologische beschikbaarheid van glucosamine hydrochloride, oraal ingenomen, bedraagt bij paarden tussen 3% en 6%, ongeveer 12% bij honden en 21% bij ratten.  Geabsorbeerd glucosamine bereikt het gewricht via het synoviaal vocht en wordt daarna door kraakbeencellen opgenomen en geïncorporeerd als component van de glycosaminoglycanketens. Schattingen over de halveringstijd bij mensen lopen uiteen tussen ongeveer 15 uur en 70 uur. Glucosamine wordt voornamelijk via de urine uitgescheiden, slechts kleine hoeveelheden kunnen in de ontlasting worden aangetroffen. Significante hoeveelheden worden ook in kooldioxide omgezet en via uitgeademde lucht uitgescheiden.

## Klinische toepassing bij artrose

### Hypothese
Wanneer de kraakbeenmatrix beschadigd raakt, zoals bij artrose het geval is, neemt de lengte van de glycosaminoglycanen af, evenals hun binding aan andere strengen, zoals collageen. Hierdoor kan er meer water in het kraakbeen komen, waardoor het zachter wordt en het kraakbeen minder goed kan functioneren als schokdemper. Het raakt ook sneller beschadigd, waardoor glycosaminoglycanen gaan weglekken. Hierdoor gaat de kwaliteit van het kraakbeen nog meer achteruit en wordt de toestand van het kraakbeen steeds slechter.
Het achterliggende idee achter de toepassing van glucosamine als therapeutisch middel bij artrose was eerst dat glucosamine, als belangrijkste bouwsteen van de glycosaminoglycanen, de aanmaak van glycosaminoglycanen in kraakbeen zou stimuleren. Een mogelijk beletsel daarbij is dat de concentraties glucosamine die in vitro de aanmaak van glycosaminoglycanen stimuleren hoog zijn, waarschijnlijk veel hoger dan de fysiologische concentraties die in vivo worden bereikt na toediening van glucosamine. Het is daarentegen goed mogelijk dat na herhaalde dosering ophoping van glucosamine in kraakbeen plaatsvindt, waardoor plaatselijk veel hogere concentraties worden bereikt.
Niettemin is recentelijk een alternatief, een epigenetisch werkingsmechanisme voorgesteld. Glucosamine blijkt in staat de expressie van het IL-1β-gen in chondrocyten te remmen, waardoor NF-kB-gemedieerde ontstekingsreacties en een serie van kraakbeenafbrekende processen wordt tegengegaan.

### Klinisch onderzoek bij artrose
Glucosamine is effectief in diermodellen van artrose, maar klinisch onderzoek op mensen geeft wisselende resultaten. Doorgaans is glucosaminesulfaat van Rottapharm gebruikt, dat jarenlang het enige als geneesmiddel geregistreerde glucosaminepreparaat was. De werking van glucosaminehydrochloride of andere vormen van glucosamine is minder onderzocht. Er zijn daarom onderzoekers die het therapeutische effect van glucosaminesulfaat volledig toeschrijven aan de sulfaatgroepen die het levert. Toch blijkt in wetenschappelijk onderzoek ook glucosaminesulfaat bij artrose vaak niet effectief te zijn. Diverse gezaghebbende instanties hebben de wetenschappelijke literatuur over de werkzaamheid van glucosamine bij artrose geëvalueerd, met verschillende conclusies:
- Het Centraal BegeleidingsOrgaan, een Nederlands kwaliteitsinstituut voor de gezondheidszorg, concludeerde in 2007 in een evaluatie van de beschikbare literatuur dat er voldoende bewijs is om glucosamine  gedurende een proefperiode van drie maanden te gebruiken om de pijn bij heup- en knieartrose te verlichten. Bij door de patiënt ervaren klachtenverlichting kan de behandeling na drie maanden worden voortgezet.[25]
- Het Nederlands Huisartsen Genootschap heeft in de in 2008 opgestelde NHG-standaard 'Niet-traumatische knieproblemen bij volwassenen' het advies uitgebracht om geen glucosamine  voor te schrijven bij artrose van het kniegewricht, omdat ze de klinische effectiviteit hiervan onvoldoende wetenschappelijk onderbouwd vindt.[26]
- De Stichting IOCOB, die in Nederland de wetenschappelijke onderbouwing van alternatieve geneeswijzen beoordeelt, concludeert dat glucosaminesulfaat, maar niet glucosaminehydrochloride, werkzaam lijkt te zijn, vooral bij patiënten met matige tot ernstige pijn bij artrose.[27]
- De Vereniging tegen de Kwakzalverij concludeerde in 2008 dat het gebruik van glucosamine bij artrose nutteloos is.
- De Cochrane Library publiceerde in 2001 een meta-analyse van gepubliceerde studies, een Cochrane-review, en concludeerde dat glucosaminesulfaat in de meeste studies een pijnverminderend effect had, een positief effect had op de gewrichtsbeweeglijkheid en de artroseprogressie vertraagde.[28] Een update van deze meta-analyse, gepubliceerd in 2005, bekeek 20 studies en concludeerde dat de glucosamine van Rottapharm, waar in de jaren 80 en 90 vrijwel al het glucosamineonderzoek mee is uitgevoerd, een statistisch significant effect had op de ernst van de pijn bij artrose, 28% verbetering ten opzichte van de uitgangswaarde, en op de functie, 21% verbetering. Bij de latere en beter gerandomiseerde studies die met verschillende vormen van glucosamine, zowel -sulfaat als -hydrochloride, waren uitgevoerd, was er geen statistisch significant verschil met placebo te zien.[29]
- De European League Against Rheumatism EULAR publiceert met enige regelmaat evidence-based aanbevelingen. EULAR stelde in 2003 dat er voor oraal gebruik van glucosaminesulfaat de meeste aanwijzingen waren gevonden, dat het hielp, en dat het onderzoek hiernaar in vergelijking met overeenkomstig onderzoek het beste was uitgevoerd. De effectiviteit van glucosamine werd hoger beoordeeld dan die van NSAID's en COX-2-remmers en veel hoger dan van de chirurgische ingrepen.[30]
- De Osteoarthritis Research Society International concludeerde in 2008 dat glucosaminesulfaat en chondroïtinesulfaat mogelijk pijnverminderdende en structuurveranderende effecten hebben bij patiënten met knieartrose. De Strength of Recommendation score voor structuurveranderende effecten bedroeg 63%, voor structuurveranderende effecten was dat 41%.[31]
- Er zijn volgens de Mayo Clinic wat betreft knieartrose goede bewijzen voor de effectiviteit van een behandeling met glucosaminesulfaat. Voor diverse andere indicaties is er minder bewijs.[32]
- De Natural Standard Research Collaboration classificeerde in 2005 het wetenschappelijk bewijs voor de werkzaamheid van glucosaminesulfaat bij knieartrose als "A", de hoogste categorie, Strong scientific evidence, en het bewijs voor de werkzaamheid van glucosaminesulfaat bij artrose in zijn algemeenheid als "B", Good Scientific Evidence, het bewijs voor toepassing bij reumatoïde artritis werd als "C" geclassificeerd, Unclear or conflicting scientific evidence.[33] De Natural Standard Research Collaboration is een internationaal onderzoeksinstituut dat in samenwerking met de Harvard Medical School wetenschappelijk bewijs op het gebied van alternatieve geneeswijzen controleert.
- MedlinePlus, een door de National Library of Medicine beheerde database, beoordeelt het gebruik van glucosaminesulfaat bij artrose als likely effective.[34]
- Glucosaminesulfaat is volgens de Amerikaanse Natural Medicines Comprehensive Database[35] bij artrose hoogstwaarschijnlijk nuttig, effective.[36]

### Combinatietherapie met chondroitinesulfaat
Glucosamine wordt bij de behandeling van artrose regelmatig met chondroïtinesulfaat gecombineerd, een glycosaminoglycaan uit articulair kraakbeen. Diverse studies concluderen dat deze combinatie effectief is, niettemin komt uit een recente meta-analyse dat deze combinatie niet effectief is. Soms wordt glucosamine gecombineerd met MSM, een organische zwavelverbinding. Chondroïtinesulfaat en MSM zijn veel minder onderzocht dan glucosamine.

### Effectiviteit bij artrose op langere termijn
De onderzoeksduur in veel van het hierboven geëvalueerde onderzoek was zes tot twaalf weken. Voor een onderzoek naar de werkzaamheid van geneesmiddel bij artrose wordt dit tegenwoordig als te kort beschouwd en wordt een minimumtermijn van een half jaar aangehouden. In de afgelopen jaren zijn daarom een aantal langdurige, met een looptijd van een tot drie jaar, onderzoeken uitgevoerd naar het effect van glucosamine en bij analyse van die langdurige onderzoeken blijkt glucosaminesulfaat effectief in het vertragen van de progressie en het verminderen van de symptomen van knieartrose. Twee van de geanalyseerde langdurige studies hadden een looptijd van drie jaar en vijf jaar na beëindiging van de behandeling blijkt bij patiënten die drie jaar lang glucosaminesulfaat hebben gehad duidelijk minder knieoperaties nodig te zijn geweest.

## Wettelijke situatie
Glucosaminesulfaat is in meer dan 56 landen als geneesmiddel geregistreerd, waarvan 22 landen van de Europese Unie zijn. De eerste keer dat in Nederland een glucosaminepreparaat is geregistreerd als geneesmiddel, dat zonder recept kon worden gekocht, voor verlichting van klachten bij milde tot matige artrose van de knie, was in 2005. Anno 2012 zijn er in Nederland vijf glucosamineproducten, in alle gevallen glucosaminesulfaat, met een dergelijke registratie.
De overige glucosamineproducten op de Nederlandse markt gelden als voedingssupplement en mogen zodoende geen medische claims voeren. In de Verenigde Staten wordt glucosamine uitsluitend als voedingssupplement verkocht. Er zijn grote kwaliteitsverschillen tussen verschillende commercieel verkrijgbare glucosaminesulfaatproducten.

## Veiligheid
Glucosamine staat niet als giftig bekend. De bijwerkingen van het gebruik kunnen maagklachten en misselijkheid zijn, hoofdzakelijk bij mensen met een maagzweer. 

### Allergie
Glucosamine kan allergenen van schaaldier bevatten. In de literatuur is een overgevoeligheidsreactie na gebruik van glucosamine beschreven, te weten angio-oedeem. Op producten met glucosamine dat afkomstig is uit kreeftachtigen of schaaldieren is daarom een allergeenvermelding verplicht. Voor plantaardig glucosamine geldt deze verplichting niet. Bij volgens farmaceutische kwaliteitsnormen geproduceerde glucosamine wordt de totale eiwitfractie verwijderd en bevat het eindproduct geen allergenen meer. Dergelijke glucosamine wordt goed verdragen door mensen met een schaaldierallergie.

### Diabetes
Nadat bij ratten een versterking van insulineresistentie werd gevonden na intraveneuze toediening van zeer hoge doses glucosaminesulfaat, is verder onderzocht of een dergelijk effect bij mensen ook optreedt. Hoewel aanvankelijk werd geconcludeerd dat een dergelijk effect bij mensen niet zou optreden, zelfs niet wanneer ook bij mensen hoge doses intraveneus werden toegediend, zijn er daarna ook studies geweest waarin werd gevonden dat glucosamine wel invloed op de glucosestofwisseling zou hebben, vooral bij mensen met een al ontregelde glucosestofwisseling. Gebruik van glucosamine zou mogelijk interfereren met de normale regulatie van de hexosamine biosynthese pathway. De deskundigen verschillen van mening over de conclusies die daaruit voor (pre-) diabetici moeten worden getrokken. Niettemin kan het raadzaam zijn bij dergelijke patiënten de bloedsuikerspiegel te monitoren gedurende de behandeling met glucosamine.
Glucosamine heeft geen effect op de cholesterol- en lipidenstofwisseling bij diabetici, of op hun apolipoproteïne A-I spiegels.

### Cholesterol
Onderzoek op dieren heeft laten zien dat glucosamine mogelijk hyperlipidemie kan versterken, maar bij onderzoek op mensen is dit effect niet aangetoond. Glucosamine lijkt geen invloed te hebben op cholesterol- en triglyceridenwaardes.

### Zwangerschap
Over eventuele risico's van het gebruik van glucosamine tijdens de zwangerschap en de lactatieperiode is onvoldoende betrouwbare informatie voorhanden.